# PEC in het seizoen 1955/56
Het seizoen 1955/1956 was het 45e jaar in het bestaan van de Zwolse voetbalclub PEC. De club kwam uit in de Eerste Klasse A en eindigde daarin op de 11e plaats, dit betekende dat de club in het nieuwe seizoen uitkwam in de Tweede divisie.

## Wedstrijdstatistieken

### Eerste klasse A
| 1e speelronde                                                                | PEC | 1 - 0 (1 – 0) | N.E.C.                                                                     |
| 11 september 1955 Plaats: Zwolle Gemeentelijk Sportpark                      | Dries Jans 37'                                                                                             |               |                                                                            |
| 2e speelronde                                                                | Xerxes | 2 – 1 (0 – 1) | PEC                                                                        |
| 18 september 1955 Plaats: Rotterdam Xerxesweg Toeschouwers: 2.000            | Jan Engelman 82' John de Rot 84'                                                                           |               | 10' Thijs van der Graaf                                                    |
| 3e speelronde                                                                | PEC | 1 – 4 (1 – 2) | DWS                                                                        |
| 25 september 1955 Plaats: Zwolle Gemeentelijk Sportpark                      | Jan Westerbeek 26'                                                                                         |               | 19' Bouke Koevoets 41', 67' Rein van Lier 69' Braam                        |
| 4e speelronde                                                                | Heerenveen                                                                                                 | 1 – 3 (0 – 2) | PEC                                                                        |
| 2 oktober 1955 Plaats: Heerenveen Gemeentelijk Sportpark Toeschouwers: 4.000 | Marten Brandsma 59'                                                                                        |               | 19' Joop Schuman 29' Jan Tielbaard 52' Dries Jans                          |
| 5e speelronde                                                                | PEC | 4 – 3 (0 – 2) | Go Ahead                                                                   |
| 9 oktober 1955 Plaats: Zwolle Gemeentelijk Sportpark Toeschouwers: 4.500     | Joop Schuman 47', 65' Jan Tielbaard 61' Jan Horst 80'                                                      |               | 35' Herman Strokappe 39', 50' Jan ten Wolde                                |
| 6e speelronde                                                                | RBC | 4 – 0 (1 – 0) | PEC                                                                        |
| 23 oktober 1955 Plaats: Roosendaal De Luiten Toeschouwers: 5.000             | Kees Vermunt 24' Piet Bruijnincks 49' Dick de Boeff 57' Leo van de Luytgaarden                             |               |                                                                            |
| 7e speelronde                                                                | Veendam | 6 – 2 (1 – 2) | PEC                                                                        |
| 30 oktober 1955 Plaats: Veendam De Langeleegte Toeschouwers: 2.500           | Bennie Nijboer 42' (e.d.) Jacob van Essen 50' Jan van der Berg 52' Kris Walburg 62', –' Klaas van der Berg |               | –', –' Joop Schuman                                                        |
| 8e speelronde                                                                | De Valk | 2 – 4 (2 – 3) | PEC                                                                        |
| 20 november 1955 Plaats: Valkenswaard Leenderweg Toeschouwers: 2.000         | Hayo Rulander 15' Jo de Leest                                                                              |               | 19', 35' Joop Schuman 26' Thijs van der Graaf 80' Jan Westerbeek           |
| 9e speelronde                                                                | PEC | 1 – 3 (0 – 2) | VSV                                                                        |
| 27 november 1955 Plaats: Zwolle Gemeentelijk Sportpark Toeschouwers: 3.500   | Jan Tielbaard 70'                                                                                          |               | 14', 29' Henk Belfroid 87' Willy Hazeveld                                  |
| 10e speelronde                                                               | Enschedese Boys                                                                                            | 2 – 1 (0 – 1) | PEC                                                                        |
| 4 december 1955 Plaats: Enschede Volkspark Toeschouwers: 2.000               | Jan Hueskes 68' Job Drent 83'                                                                              |               | 30' (e.d.) Theo Kalter                                                     |
| 11e speelronde                                                               | PEC | 2 – 8 (1 – 3) | AGOVV                                                                      |
| 11 december 1955 Plaats: Zwolle Gemeentelijk Sportpark Toeschouwers: 3.000   | Joop Schuman 11' Jan Tielbaard 83' (pen.)                                                                  |               | 14', 69', –', –' Mais Hanskamp 29', 49', 76' Henk Kanselaar 43' Van Putten |
| 12e speelronde                                                               | Velocitas                                                                                                  | 0 – 1 (0 – 1) | PEC                                                                        |
| 18 december 1955 Plaats: Groningen Stadspark Toeschouwers: 2.000             | |               | 4' Jan Horst                                                               |
| 13e speelronde                                                               | RCH | 3 – 4 (2 – 4) | PEC                                                                        |
| 8 januari 1956 Plaats: Heemstede Sportparklaan Toeschouwers: 4.000           | Jan Honout 3' Bennie Nijboer 38' (e.d.) Maup Kruijer 48'                                                   |               | 12', 39' Jan Horst 14' Wim Gerritsen 43' Harry Kornelis                    |
| 14e speelronde                                                               | N.E.C. | 5 – 2 (3 – 0) | PEC                                                                        |
| 15 januari 1956 Plaats: Nijmegen Goffertstadion Toeschouwers: 2.500          | Karel Driessen 9', 86' Teun Willemse 27', 47' Jeu Sijbers                                                  |               | 58' Joop Schuman Gerrit Disselhof                                          |
| 15e speelronde                                                               | PEC | 0 – 1 (0 – 1) | Xerxes                                                                     |
| 22 januari 1956 Plaats: Zwolle Gemeentelijk Sportpark Toeschouwers: 2.500    | |               | 25' Rinus Cammeraat                                                        |
| 16e speelronde                                                               | DWS | 4 – 0 (1 – 0) | PEC                                                                        |
| 29 januari 1956 Plaats: Amsterdam Spaarndammerdijk                           | Bouke Koevoets 41' Henk Loermans 47', 83' Bob Bouber 49'                                                   |               |                                                                            |
| 17e speelronde                                                               | PEC | 1 – 1 (1 – 1) | RBC                                                                        |
| 11 maart 1956 Plaats: Zwolle Gemeentelijk Sportpark Toeschouwers: 3.500      | Joop Schuman 40'                                                                                           |               | 4' Kees Vermunt                                                            |
| 18e speelronde                                                               | Go Ahead                                                                                                   | 2 – 2 (1 – 2) | PEC                                                                        |
| 18 maart 1956 Plaats: Deventer Vetkampstraat Toeschouwers: 4.000             | Eef Wink 20' (e.d.) Jan ten Wolde 60'                                                                      |               | 22', 37' Thijs van der Graaf                                               |
| 19e speelronde                                                               | PEC | 0 – 0 (0 – 0) | Heerenveen                                                                 |
| 25 maart 1956 Plaats: Zwolle Gemeentelijk Sportpark Toeschouwers: 2.500      | |               |                                                                            |
| 20e speelronde                                                               | PEC | 2 – 3 (0 – 1) | Veendam                                                                    |
| 2 april 1956 Plaats: Zwolle Gemeentelijk Sportpark                           | Jan Horst 56', 67'                                                                                         |               | 31' Afinus de Vries 58' Sietze de Jong 73' Luitje Dekker                   |
| 21e speelronde                                                               | PEC | 8 – 0 (4 – 0) | De Valk                                                                    |
| 22 april 1956 Plaats: Zwolle Gemeentelijk Sportpark Toeschouwers: 3.500      | Joop Schuman 13', 26', 29', 86' Gerrit Disselhof 16', 50' Jan Horst 49', 89'                               |               |                                                                            |
| 22e speelronde                                                               | PEC | 5 – 3 (1 – 1) | Enschedese Boys                                                            |
| 29 april 1956 Plaats: Zwolle Gemeentelijk Sportpark                          | Gerrit Disselhof 27' Dries Jans 67' Bennie Nijboer 83', 89' Wim Gerritsen 84'                              |               | 4' Koen Weijdijk 51' Job Drent 82' Graats Knobbe                           |
| 23e speelronde                                                               | AGOVV | 4 – 3 (1 – 2) | PEC                                                                        |
| 6 mei 1956 Plaats: Apeldoorn Berg & Bos Toeschouwers: 3.000                  | Henk Kanselaar 24', –' Theo Kruitbosch –' (e.d.) Mais Hanskamp 66' (pen.)                                  |               | 8' Dries Jans 35' Joop Schuman –' (e.d.) Schotman                          |
| 24e speelronde                                                               | VSV | 2 – 1 (2 – 1) | PEC                                                                        |
| 13 mei 1956 Plaats: Velserbroek Schoonenberg Toeschouwers: 900               | Henk Belfroid 13' Cor van der Hijden 15'                                                                   |               | 30' Joop Schuman                                                           |
| 25e speelronde                                                               | PEC | 2 – 3 (2 – 2) | RCH                                                                        |
| 27 mei 1956 Plaats: Zwolle Gemeentelijk Sportpark Toeschouwers: 4.000        | Joop Schuman 13', 41'                                                                                      |               | 3' Maup Kruijer 12' Jan Honout 66' (e.d.) Jan Westerbeek                   |
| 26e speelronde                                                               | PEC | 3 – 2 (0 – 0) | Velocitas                                                                  |
| 3 juni 1956 Plaats: Zwolle Gemeentelijk Sportpark Toeschouwers: 1.500        | Joop Schuman 57', 76', 79'                                                                                 |               | 48', 88' (pen.) Bé Kuiper                                                  |

## Statistieken PEC 1955/1956

### Eindstand PEC in de Nederlandse Eerste klasse A 1955 / 1956
| Stand | Gespeeld | Gewonnen | Gelijk | Verloren | Punten | Doelpunten voor | Doelpunten tegen |
| ----- | -------- | -------- | ------ | -------- | ------ | --------------- | ---------------- |
| 11e   | 26       | 9        | 3      | 14       | 21     | 54              | 68               |

### Topscorers
| Competitie \| # \| Naam \| \| \| ---------------- \| ----------------------------- \| -- \| \| 1. \| Joop Schuman \| 21 \| \| 2. \| Jan Horst \| 8 \| \| 3. \| Gerrit Disselhof \| 4 \| \| 3. \| Dries Jans \| 4 \| \| 3. \| Thijs van der Graaf \| 4 \| \| 3. \| Jan Tielbaard \| 4 \| \| 7. \| Wim Gerritsen \| 2 \| \| 7. \| Bennie Nijboer \| 2 \| \| 7. \| Jan Westerbeek \| 2 \| \| 10. \| Harry Kornelis \| 1 \| \| Eigen doelpunten \| \| \| \| – \| Theo Kalter (Enschedese Boys) \| 1 \| \| – \| Schotman (AGOVV) \| 1 \| \| Totaal \| Totaal \| 54 \| |                               |      |
| # | Naam                          | Goal |
| 1. | Joop Schuman                  | 21   |
| 2. | Jan Horst                     | 8    |
| 3. | Gerrit Disselhof              | 4    |
| 3. | Dries Jans                    | 4    |
| 3. | Thijs van der Graaf           | 4    |
| 3. | Jan Tielbaard                 | 4    |
| 7. | Wim Gerritsen                 | 2    |
| 7. | Bennie Nijboer                | 2    |
| 7. | Jan Westerbeek                | 2    |
| 10. | Harry Kornelis                | 1    |
| Eigen doelpunten |                               |      |
| – | Theo Kalter (Enschedese Boys) | 1    |
| – | Schotman (AGOVV)              | 1    |
| Totaal | Totaal                        | 54   |

### Punten per speelronde
| Speelronde | 1 | 2 | 3 | 4 | 5 | 6 | 7 | 8 | 9 | 10 | 11 | 12 | 13 | 14 | 15 | 16 | 17 | 18 | 19 | 20 | 21 | 22 | 23 | 24 | 25 | 26 |
| ---------- | - | - | - | - | - | - | - | - | - | -- | -- | -- | -- | -- | -- | -- | -- | -- | -- | -- | -- | -- | -- | -- | -- | -- |
| Punten     | 2 | 0 | 0 | 2 | 2 | 0 | 0 | 2 | 0 | 0  | 0  | 2  | 2  | 0  | 0  | 0  | 1  | 1  | 1  | 0  | 2  | 2  | 0  | 0  | 0  | 2  |

### Punten na speelronde
| Speelronde | 1 | 2 | 3 | 4 | 5 | 6 | 7 | 8 | 9 | 10 | 11 | 12 | 13 | 14 | 15 | 16 | 17 | 18 | 19 | 20 | 21 | 22 | 23 | 24 | 25 | 26 |
| ---------- | - | - | - | - | - | - | - | - | - | -- | -- | -- | -- | -- | -- | -- | -- | -- | -- | -- | -- | -- | -- | -- | -- | -- |
| Punten     | 2 | 2 | 2 | 4 | 6 | 6 | 6 | 8 | 8 | 8  | 8  | 10 | 12 | 12 | 12 | 12 | 13 | 14 | 15 | 15 | 17 | 19 | 19 | 19 | 19 | 21 |

### Doelpunten per speelronde
| Speelronde | 1 | 2 | 3 | 4 | 5 | 6 | 7 | 8 | 9 | 10 | 11 | 12 | 13 | 14 | 15 | 16 | 17 | 18 | 19 | 20 | 21 | 22 | 23 | 24 | 25 | 26 | Totaal |
| ---------- | - | - | - | - | - | - | - | - | - | -- | -- | -- | -- | -- | -- | -- | -- | -- | -- | -- | -- | -- | -- | -- | -- | -- | ------ |
| Doelpunten | 1 | 1 | 1 | 3 | 4 | 0 | 2 | 4 | 1 | 1  | 2  | 1  | 4  | 2  | 0  | 0  | 1  | 2  | 0  | 2  | 8  | 5  | 3  | 1  | 2  | 3  | 54     |